# Cetopsis coecutiens
Cetopsis coecutiens és una espècie de peix de la família dels cetòpsids i de l'ordre dels siluriformes.

## Morfologia
- Els mascles poden assolir 26,5 cm de longitud total.[6][7]

## Hàbitat
És un peix d'aigua dolça i de clima tropical (22 °C-28 °C).

## Distribució geogràfica
Es troba a Sud-amèrica: conques dels rius Amazones, Tocantins i Orinoco.